# Ondřej Pukl
Ondřej Pukl (ur. 28 maja 1876 w Křeničnej, zm. 9 lutego 1936 w Pradze) – biegacz średniodystansowy reprezentujący Bohemię, uczestnik letnich igrzysk olimpijskich w Paryżu.

## Letnie Igrzyska Olimpijskie 1900
| Konkurencja         | Eliminacje | Eliminacje         | Półfinały             | Półfinały             | Finał                 | Finał                 |
| Konkurencja         | Wynik      | Miejsce            | Wynik                 | Miejsce               | Wynik                 | Miejsce               |
| ------------------- | ---------- | ------------------ | --------------------- | --------------------- | --------------------- | --------------------- |
| Bieg na 800 metrów  | nieznany   | 4–5. w swoim biegu | → Nie awansował dalej | → Nie awansował dalej | → Nie awansował dalej | → Nie awansował dalej |
| Bieg na 1500 metrów |            |                    |                       |                       | nieznany              | 7–9. w swoim biegu    |